# Estados (João Pessoa)
Estados é um bairro nobre de João Pessoa, Paraíba.
O bairro dos Estados está encravado em uma área que antes pertencia a família francesa Boisson (a Fazenda Boi Só). O nome da fazenda surgiu, justamente, pela dificuldade dos moradores de pronunciarem o nome da família francesa. O Boisson virou, então, "Boi Só". As terras da fazenda deram origem a vários bairros de João Pessoa, como: Manaíra, Bessa, Jardim Luna, Conjunto João Agripino, Ipês, Mandacaru, o próprio Bairro dos Estados e parte da cidade de Cabedelo. As ruas e avenidas do bairro foram batizadas com nomes de estados brasileiros.
Fundado através da Lei municipal nº 119/52 do dia 17 de setembro de 1952, tendo sido uma proposta do vereador e presidente da Câmara Municipal José Clementino de Oliveira Junior, era prefeito na época o Sr. Luiz Gonzaga de Oliveira Lima, o bairro é um dos mais tradicionais da cidade, localizado em uma área privilegiada, entre a praia e o Centro da cidade, na zona norte da cidade, deve seu nome ao fato de possuir as principais avenidas com nomes de Estados brasileiros, sendo os primeiros nomes homenageados os estados de Amazonas e Santa Catarina. Endereço da elite paraibana nos anos 70 e 80, hoje concentra grande números de clínicas médicas e comércio. O bairro se destaca como o principal referencial militar fora da zona oeste (e um dos quatro mores da zona ao lado da fortaleza histórica, infantaria mecanizada e André Vidal na Zona Oeste). Sua área de influência militar vai bem além do âmbito civil, pois abrange RN, PI, Bahia Ocidental, et cetera (ou seja, além primeiro triênio neerlandês - auge geopolítico civil da Zona Norte quando o poderio desta ia até o Jaguaribe na costa setentrional; lime original entre Rio Grande e CE, mas também entre estado do Brasil e estado do MA - futuro Grão Pará e MA).
No bairro é localizado a Vila Olímpica Ronaldo Marinho, popularmente conhecido como Ginário DEDE, de onde saiu um dos principais nadadores da história da Paraíba, Kaio Márcio.
No bairro dos Estados encontra-se o patrimônio histórico Fazenda "Boi Só", propriedade a qual, hoje em dia, foi loteada e construída o condomínio AlphaVille João Pessoa, cuja empresa preservou a "casa grande" e a capela, sendo aberta à visitação pública, sob a responsabilidade da Associação de Moradores do condomínio a autorização para entrada e controle das visitas.

## Fazenda "Boi Só"
Este importante patrimônio da Cidade de João Pessoa foi residência de várias famílias importantes. A última família a ter o título de posse da fazenda é a do Dr. Isidro Gomes da Silva (chefe político paraibano da velha república). Ele adquiriu a fazenda em 1927. A "Boi Só", por várias décadas, recebeu visitantes ilustres na sua "casa grande". A área também foi levada para a tela da Rede Globo e dos cinemas, durante a exibição da mini-série "O Auto da Compadecida", que foi transformada em filme.
No século XIX, segundo Rosa apud Rodrigues (1962, p. 21): “Francisca Fernandes de Lima, em maio de 1856 (...)”, registrou a posse das suas terras denominada hoje Fazenda Boi Só, a “Casa Grande”, rica em beleza arquitetônica remontando lembranças das casas senhoriais do século XIX, estava inserida em uma propriedade rural de Engenho, nas imediações do bairro dos Estados. Anos mais tarde, precisamente em 1927 o Dr. Isidro Gomes, chefe político paraibano da velha república, adquiriu a Fazenda. Entretanto, acredita-se que a arquitetura original da Casa Grande é de 1849, a partir de estudos por meio de bibliografias e levantamento realizado no local.
Sua importância dentro do contexto histórico e urbano de João Pessoa, juntamente com sua beleza formada pelo conjunto arquitetônico, sua significação de um passado rico, bonito e rural, resgatando o tempo das Casas de Engenho, comportada em plena malha urbana no século XXI, levou ao tombamento pelo IPHAEP - Instituto do Patrimônio Histórico e Artístico do Estado da Paraíba, pelo Decreto no 8.656, em 26 agosto do ano de 1980, o Sobrado e a Capela de Santa Luzia. Desde então, no princípio foi utilizado como hospedaria para visitantes ilustres, como também, anos depois foi cenário durante a exibição da mini-série “O Auto da Compadecida” na Rede Globo de Televisão, tal é seu valor histórico.
Com a crescente especulação imobialíria no bairro dos Estados, surgiram inúmeras especulações em torno deste interesse de lotear a propriedade, com a qual foi adquirida pelo “Condomínio Residencial AlphaVille”, que propôs a recuperar a Casa Grande e a capela da Fazenda. O responsável pelo projeto foi o arquiteto Cyro Corrêa Lyra, especialista em Conservação, Restauração e Doutor em História da Arte. A proposta de construção foi que depois de restaurados, os espaços podem servir à visitação pública, cuja autorização para entrada e controle das visitas fica sob a responsabilidade da futura Associação de Moradores do condomínio
Agora, o Patrimônio Histórico esta dentro de um loteamento fechado, onde a vista e visita são restritas, o que não impede sua visitação. Entretanto, apesar da Fazenda Boi Só despertar interesse por sua importância arquitetônica, histórica e ambiental, inserida em uma área residencial urbana da cidade em pleno século XXI, não deixa de ser a imagem de um passado de beleza e riqueza rural carregado de história e memória.